# Amonte
Amonte este poziția topografică a oricărui punct situat în susul unei văi, curs de apă sau canal față de un punct de referință. „În amonte” înseamnă mai aproape de izvor, de sursa de apă, de cumpăna apelor sau de punctul de priză al unui canal.